# جحا الرسام
جحا الرسام واسمه موسى قسم السيد كزام (1931 -2007) رسام سوداني. ولد في أم درمان وأنتج العديد من الأعمال، ولم يتلق أي تعليم أكاديمي في الرسم، بل لم يمكث في المدرسة الأولية سوى شهرين. وقد اشتهر برسم الوجوه «البورتريه» حتى أصبح يكسب رزقه من رسم وجوه الناس.

## النشأة والميلاد
ولد موسى قسم السيد كزام المشهور بـ (جحا) في العام 1931م بأم درمان لأسرة تنتمى لقبيلة الجبلاب وتعمل بحرفة النساجة ومعروفة بولائها الشديد لطائفة أنصار المهدي. التحق – في الخامسة من عمره 1936م بخلوة مسجد السيد عبد الرحمن المهدى بودنوباوي وتركها بلا رجعة، بعد أن قضى فيها ستة أشهر فقط، بسبب حادثة حركة وقعت قريبا من مكان الخلوة وراح ضحيتها أحد المواطنين.
في الحادية عشرة من عمره، 1942م التحق بمدرسة أم درمان الأهلية وبعد شهرين من التحاقه بها، أخرجه أبوه منها، بدعوى أن المدارس تفسد العيال وكان ذلك بإيعاز من بعض الأهل والمعارف، وفي هذه السنة بدأ أولى محاولاته في الرسم، وكان يذهب وهو في هذه السن إلى جبال المرخيات، غربي أم درمان، لإحضار حجارة المغر التي كان يستخدمها في الرسم والتلوين.
بدأ تعلقه الشديد بالسينما التي كان لا يغيب يوما عن مشاهدة عروض أفلامها وفي هذه السنة – وهو في الرابعة عشرة من عمره 1945م– بدأ يبيع رسومات (البنات الجميلات) التي صار دخله منها أفضل من ما يجنيه من عمله بالنساجة التي تركها نهائيا في هذه السنة وبدأ احترافه المبكر.

## سفره إلى مصر
في السادسة عشرة من عمرة، 1947م قام بزيارته الأولى لمصر، بغرض السياحة والترفيه. وأثناءها شارك في ورشة عمل مع ثلاثة عشر رساما مصريا، حيث أعد فيها رسم بورتريه المطربة (أسمهان) وأنتهت الورشة باجراء مسابقة لأفضل رسم، نال فيها جحا المرتبة الأولى، ولكن تم تزوير النتيجة عند إعلانها بالصحف ليصبح جحا في المرتبة الثالثة، وأحتج على ذلك صديقيه الممثلان المسرحيان السودانيان، أحمد عاطف وإسماعيل خورشيد، فأعيد نشر الخبر بالنتيجة الحقيقية.

## بدايات التأسيس
في السابعة عشرة من عمره، 1948م إنفصل جحا عن السكن مع أهله بحى الهجرة بأم درمان، بسبب عدم وجود مكان في البيت يسمح له بمزاولة الرسم وانتقل إلى بيت آخر بجوار منزل خاله عبد الله المليح بودنوباوى، حيث قام جحا بتأسيس مرسمه الشهير حيث أنجز أولى رسومات الشخصيات (الامام المهدي، الرئيس الأزهري) وأولى رسومات (البنات السمحات) وبطلب من شركة حلويات كريكاب التي طبعت منها على صناديق الحلوى، بورتريه (تاجوج) الشهير. وهذه السنة يعتبرها جحا البداية الحقيقية لتجربته الفنية.
في الثامنة عشرة من عمره، 1949م بدأ رسم اللوحات الكبيرة للقهاوى، التي لعبت دورا كبيرا في ترويج أعماله التي كانت تعلق على جدرانها. وكان أصحابها يقومون بتسويق اللوحات وبيعها للناس وبعض الشركات. وفي العام 1956 قام برسم صورة الملك عبد العزيز وتقاضى عليها مبلغا كبيرا من المال.

## زيارته لبريطانيا
في السابعة والعشرين من عمره، 1958م كانت زيارته الأولى للندن، بترتيب من قطب حزب الأمة السيد أمين التوم، للمشاركة في فيلم الخرطوم الذي أخرجه بازل ديردن (Basil Dearden) ومثل فيه دور الإمام المهدى الممثل لورانس أوليفييه (Laurance Olivier) وكان دور جحا في هذا الفيلم هو تصميم زى الإمام المهدى والإشراف على تفصيله وخياطته ومساعدة الممثل لورانس أوليفييه على ارتدائه بطريقة الإمام المهدى، كما قام بدور كومبارس في هذا الفيلم.
في الثامنة والعشرين من عمره، 1959م كانت زيارة جحا الثانية لمصر، حيث تعاقد مع شركة الشبراويشى المصرية للعطور لتنفيذ رسم بورتريه السيد على الميرغنى (زعيم طائفة الختمية في السودان) ثم رسم بنت السودان التي – وبخلاف رسوماته السابقة – أعدها في هيئة الشكل الكامل لجسم الإنسان. كما أقام في هذا العام معرضه الثتائى مع الفنانة المصرية تحية توفيق. وفي هذه الفترة: عمل (جحا) كرسام أفيشات باستوديوهات السينما المصرية وتعرف على أم كلثوم وفريد الأطرش واستضافه كل منهما في بيته، حيث رسم لأم كلثوم صورتها ولفريد الأطرش صورة أخته أسمهان التي سبق أن رسمها عام 1947م في الورشة المذكورة أعلاه وفاز بالجائزة الأولى لمسابقتها.
في الثانية والثلاثين من عمره، 1963م عمل لمدة شهرين كمصور بالتليفزيون السودانى وصور خلالهما مؤتمر القمة الأفريقى الذي إنعقد بأديس أبابا وشارك فيه السودان برئاسة الفريق إبراهيم عبود، رئيس حكومة السودان آنذاك.

## حياته الاجتماعية
تزوج جحا من قريبته (الخياطة) دار السلام بنت المادح الشهير حاج الماحي، 1969م بعد أن كان أعلن عزوفه عن الزواج نهائيا والاستمرار في العزوبية بسبب فشل محاولاته – ولأربع مرات – للاقتران بأى واحدة من بنات أعمامه اللاتى رفضنه أمهاتهن لزعمهن بأنه ((مشوطن !)) أي تلبسته الشياطين. وبهذا الزواج الذي حقق به جحا أمنيته الأولى في الحياة وأنجب 8 أطفال، 6 بنات وهن (هدية وهنادى وهالة وهادية وهبة وهدى) و ولد أسمه (محمود) و(آخر) توفى إلى رحمة مولاه.
في السادسة والثلاثين من عمره كانت زيارته الأولى للهند بدعوة من صديقه المغنى والممثل السينمائي والرسام (مهندرا شيريس) الذي أقام معه معرضا ثنائيا ناجحا بمدينة نيودلهى، استغرق عرضه لمدة خمسة وأربعين يوما وشارك فيه جحا بأربعة وخمسين عملا تم بيعها جميعا، بينما شارك صديقه مهندرا بخمسة وخمسين عملا.
في الثامنة والأربعين من عمره 1979م تحققت الأمنية الثانية لجحا في الحياة بامتلاكه لبيت له ولإسرته الصغيرة، قام ببنائه بمدينة أمبدة غربي مدينة أم درمان بمعاونة صديقه فيليب غردون وبعض أصدقائه من السودانيين والخواجات وعاش فيه مع أسرته منذ تاريخه وإلى يوم وفاته. في الواحدة والخمسين من عمره 1982م كانت زيارته الثانية للهند بصحبة حاوى وساحر هندي جاء إلى السودان لتقديم بعض العروض. وفي هذه الفترة زاد جحا من حصيلة معارفه في (السحر) و(الحوى) وفي معرفة النباتات والبساتين والغابات. في الثانية والخمسين من عمره 1983م أقام معرضه الثنائى الأول بالخرطوم مع الفنانة الإنجليزية (بيجى داونى).
كانت زيارته الثانية للندن (في الثالثة والخمسين من عمره) 1984م بدعوة من صديقه (فيليب غردون) الذي استضافه لمدة شهر، أنجز خلاله جحا رسم صور كل شيوخ الطرق الصوفية المعروفين في السودان ورسم خيالى لامرأة سودانية مشلخة، بالإضافة إلى حوالى ثلاث رسومات لشخصيات إنجليزية، أعدها جحا بطلب من فيليب، وفي هذه الفترة أقام مع (بيجى داونى) معرضهما الثنائى الثاني.

## الوفاة
توفي الرسام السوداني موسى كزام جحا في العام 2007م بعد حياة فنية زاخرة.